# مديرية منعر

تعديل مصدري - تعديل

مديرية منعر إحدى مديريات محافظة المهرة في أقصى شرق اليمن. بلغ عدد سكانها 5388 نسمة عام 2004.

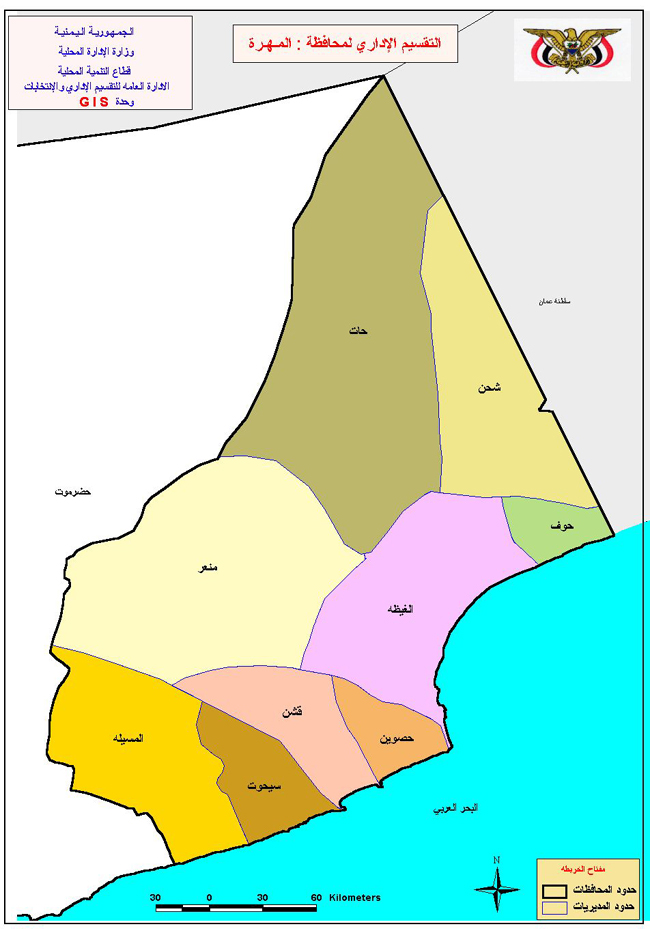
موقع مديرية شحن في محافظة المهرة